# Baiacu-carioca
O baiacu-carioca (Sphoeroides camila), é uma espécie de baiacu de água salgada do gênero Sphoeroides, é nativo da costa brasileira e provavelmente de países do norte da América do Sul. O baiacu-carioca é uma espécie críptica, que muito tempo se pensava que fosse Sphoeroides spengleri, espécie nativa do Caribe e Atlântico Norte, mas foram feitas várias análises genéticas e perceberam que as populações brasileiras eram distintas do Caribe. O nome comum "baiacu-carioca", vêm de sua localidade tipo, Arraial do Cabo, Rio de Janeiro, Brasil, onde os primeiros exemplares foram capturados para estudo.
Assim como os outros baiacus, o baiacu-carioca quando se sentem ameaçados, se inflam, engolindo água ou ar para ficarem maiores, essa tática faz com que predadores não consigam engoli-lo, além de também possuir um veneno em sua pele.